# Embolie amniotique
L'embolie amniotique est une complication rare mais grave de l'accouchement, causée par le passage du liquide amniotique dans la circulation maternelle à la suite de la déchirure du placenta et des veines utérines. Imprévisible, cette complication met en jeu le pronostic vital maternel et fœtal. 
On peut constater la présence de cellules malpighiennes desquamées provenant de la peau du fœtus dans la circulation pulmonaire.